# Тихий тупик
Ти́хий тупи́к — тупик в центре Москвы. Примыкает к нечётной стороне Марксистского переулка параллельно Таганской улице.

## Происхождение названия
Назван в 1925 году «потому что на него выходили почти исключительно каменные заборы, было пустынно и тихо». В 1922—1925 годах при переименовании большевистскими властями Москвы названий, связанных с церквями и монастырями, назывался Березин тупик, «видимо по чьей-то фамилии». Ранее назывался Монастырский тупик по Покровскому монастырю, вдоль северной стены которого проходил, а также 1-й Покровский тупик по тому же монастырю.

## История
Тупик возник в 1840-е годы, некоторое время была застроена только его левая сторона, а с правой тянулись огороды Покровского монастыря. К концу XIX века огороды застраиваются, а в конце тупика возникла монастырская богадельня, выходившая на Семёновскую (ныне — Таганскую) улицу. В конце 1970-х годов практически все старые здания были снесены, а окрестные переулки (Жевлюков, Новоселенский, Укромный) превратились в дворовые проезды. К 2001 году по тупику числился только один дом (№ 3\2 — детский сад).